# 5812 Джейвінклер
5812 Джейвінклер (5812 Jayewinkler) — астероїд головного поясу, відкритий 11 серпня 1988 року.
Тіссеранів параметр щодо Юпітера — 3,361.